# Inocybe proximella
Inocybe proximella är en svampart som beskrevs av P. Karst. 1882. Inocybe proximella ingår i släktet Inocybe och familjen Inocybaceae.   Inga underarter finns listade i Catalogue of Life.